# رورباخ (باواریا)
رورباخ (باواریا) (به آلمانی: Rohrbach, Bavaria) یک شهر در آلمان است که در بایرن واقع شده‌است.

## خصوصیات
رورباخ ۲۹٫۶۳ کیلومترمربع مساحت دارد ۳۹۶-۴۴۰ متر بالاتر از سطح دریا واقع شده‌است.